# Valeriya Kononenko
Valeriya Kononenko, née le 14 mai 1990 à Donetsk, est une coureuse cycliste ukrainienne.

## Palmarès

### Par année
- 2007
  -  Championne d'Europe du contre-la-montre juniors
  -  Médaillée d'argent du championnat du monde du contre-la-montre juniors
- 2008
  -  Championne d'Europe du contre-la-montre juniors
  -  Médaillée d'argent du championnat d'Europe sur route juniors
  -  Médaillée d'argent du championnat du monde du contre-la-montre juniors
- 2009
  - 7e du championnat d'Europe du contre-la-montre espoirs
- 2013
  -  Championne d'Ukraine du contre-la-montre
- 2014
  - 2e du championnat d'Ukraine du contre-la-montre
  - 2e du championnat d'Ukraine sur route
- 2016
  - VR Women ITT
- 2017
  - 3e du VR Women ITT
- 2018
  -  Championne d'Ukraine du contre-la-montre
  - 2e du VR Women ITT
- 2019
  -  Championne d'Ukraine du contre-la-montre
  - VR Women ITT
  - 2e du championnat d'Ukraine sur route
- 2020
  - Grand Prix Cappadocia
  - Grand Prix Velo Erciyes
  - 2e du Grand Prix Mount Erciyes 2200 mt
  - 2e du championnat d'Ukraine du contre-la-montre
  - 2e du Grand Prix Central Anatolia
- 2021
  - 6e du championnat d'Europe du contre-la-montre
- 2022
  - 2e du Chrono des Nations
- 2023
  - Princess Anna Vasa Tour : 
    - Classement général
    - 3e étape (contre-la-montre)

  - 3e du Chrono des Nations-Les Herbiers-Vendée
  - 10e du championnat d'Europe du contre-la-montre

### Classements mondiaux
| Année                                 | 2009 | 2010 | 2011 | 2012 | 2013 | 2014 | 2015 | 2016 | 2017 | 2018 | 2019 | 2020 | 2021 | 2022 | 2023 | 2024 |
| ------------------------------------- | ---- | ---- | ---- | ---- | ---- | ---- | ---- | ---- | ---- | ---- | ---- | ---- | ---- | ---- | ---- | ---- |
| Classement UCI                        | 371e | 328e | nc   | nc   | 366e | 295e | nc   | 119e | 256e | 215e | 79e  | 57e  | 106e | 283e | 178e | 266e |
| UCI World Tour                        |      |      |      |      |      |      |      | nc   | nc   | nc   | 109e | nc   | nc   | nc   | nc   | nc   |
|                                       |      |      |      |      |      |      |      |      |      |      |      |      |      |      |      |      |
| Légende : nc = non classéSource : UCI |      |      |      |      |      |      |      |      |      |      |      |      |      |      |      |      |

## Palmarès sur piste

### Championnats du monde
- Minsk 2013
  - 16e de la course aux points
- Cali 2014
  - 19e de la course aux points

### Championnats nationaux
- Championne d'Ukraine de poursuite en 2015
- Championne d'Ukraine de la course aux points en 2015